# Piotrkowice (powiat kazimierski)
Piotrkowice – wieś w Polsce położona w województwie świętokrzyskim, w powiecie kazimierskim, w gminie Bejsce.
| SIMC    | Nazwa      | Rodzaj    |
| ------- | ---------- | --------- |
| 0227270 | Gościniec  | część wsi |
| 0227287 | Kolonia    | część wsi |
| 0227293 | Legatka    | część wsi |
| 0227301 | Parcelacja | część wsi |

Były wsią benedyktynów tynieckich w województwie sandomierskim w ostatniej ćwierci XVI wieku. 
W latach 1975–1998 miejscowość należała administracyjnie do województwa kieleckiego.